# 圈龙乡
圈龙乡，是中华人民共和国四川省广元市剑阁县曾经下辖的一个乡。2020年5月，撤销圈龙乡，将原圈龙乡所属行政区域划归公兴镇管辖。

## 行政区划
圈龙乡撤销前下辖以下地区：
新风村、金铃村、三泉村、太吉村、新桥村和登杆村。